# Indios de Mayagüez
O Indios de Mayagüez é um clube profissional de basquetebol situada na cidade de Mayagüez, Porto Rico que disputa atualmente a BSN. Manda seus jogos no Palácio de Recreação e Esportes com capacidade para 5.500 espectadores.